# Mark Ford
Mark Ford, (Ukiah (Californië)), 21 oktober 1953) is een Amerikaanse bluesharp speler en componist. Hij is de jongste broer van Robben Ford en speelt op veel van zijn albums mee. Muddy Waters noemde hem de nieuwe Little Walter.
Verder speelt Mark Ford op albums van Elton John, Brownie McGhee, Garth Webber en Pamela Rose.
- Gemeinsame Normdatei: 134808924
- International Standard Name Identifier: 0000 0003 7414 3058
- Library of Congress Control Number: no2006060098
- Virtual International Authority File: 79792256
- WorldCat: E39PBJbttVdqYPTVYQTgpKR9Xd